# Ponarth
Ponarth was een stadsdeel in het zuidelijke deel van de Oost-Pruisische hoofdstad Koningsbergen. De naam is van het Oudpruisisch afgeleid en heeft betrekking op het overstromingsgebied van toen. Na de Tweede Wereldoorlog werd Koningsbergen omgedoopt in Kaliningrad en werd de stad herbevolkt met voornamelijk Russen. Het gebied waar vroeger Ponarth lag heet nu Dimitrowa. 

## Geschiedenis
De eerste vermeldingen van het dorpje stammen uit 1385. In 1410 was de naam Ponarthen. Het was een zelfstandig dorp met vele arbeiders. In 1874 maakten de gemeenten Ponarth, Groß Karschau, Hoch Karschau, Klein Karschau en Schönbusch deel uit van het district Ponarth. In 1895 telde het dorp 4425 inwoners, er was een postkantoor, een telegrafiekantoor, een kantoor van de spoorwegen en twee belangrijke brouwerijen. Ponarth werd pas in 1905 een deel van Koningsbergen. Het district werd een jaar later opgeheven. 
Het Ponarther Bier was erg bekend. Tegenwoordig wordt ook weer bier gebrouwen dat onder deze naam wordt verkocht, maar dan in een brouwerij in Devau. 